# Casa de los Cabezas Negras

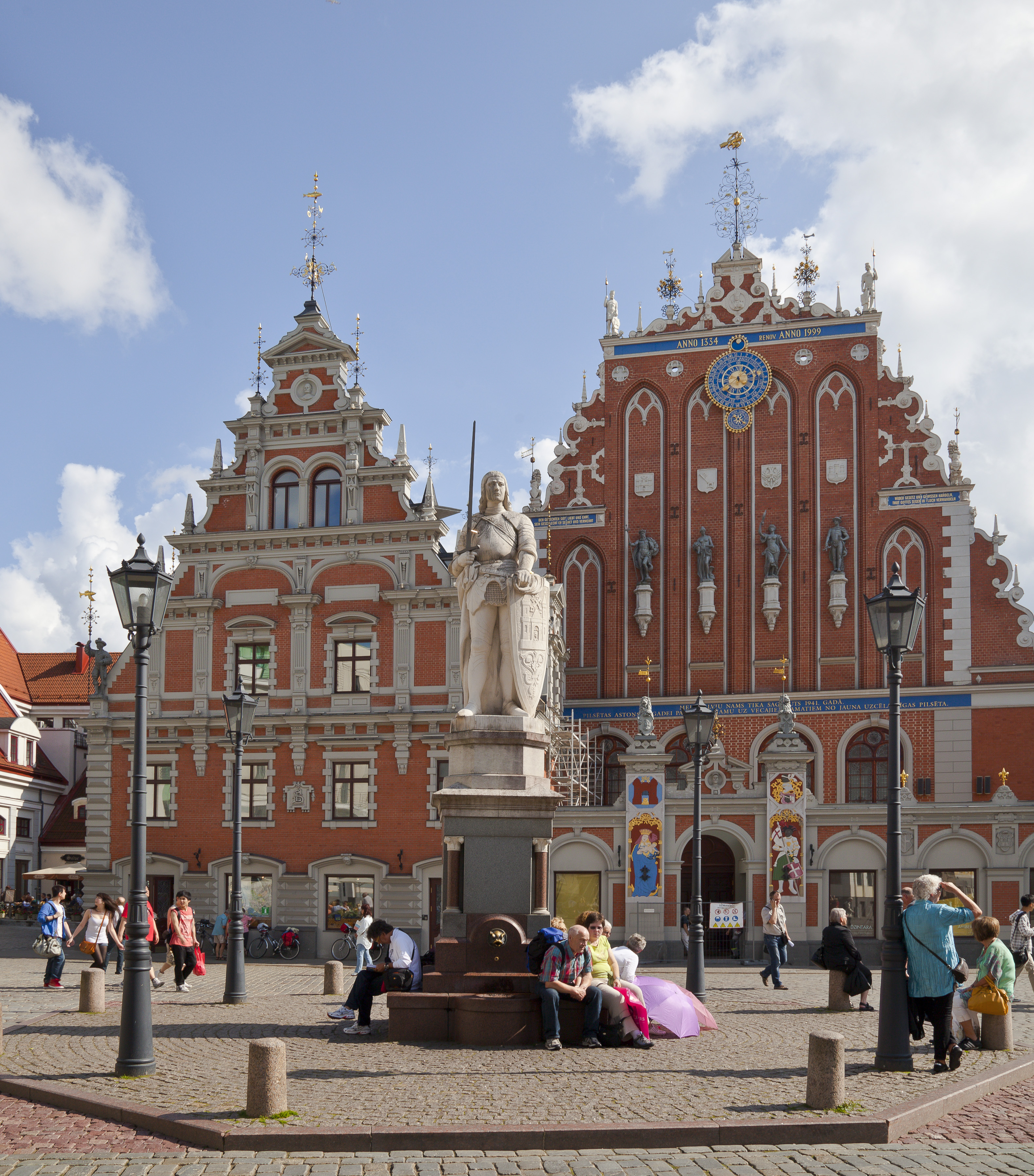
Plaza del Ayuntamiento con la Casa de los Cabezas Negras a la derecha.

La casa de los Cabezas Negras (en letón: Melngalvju nams, en alemán: Schwarzhäupterhaus) es un edificio situado en la ciudad vieja de Riga, Letonia.

## Historia
La casa de los Cabezas Negras, inicialmente llamada la casa Nueva, fue registrada por primera vez en 1334. Su diseño original había sido el de un edificio medieval común, y la apariencia final es el resultado de numerosas reconstrucciones. La casa fue construida como un lugar para reuniones y festividades para varias organizaciones públicas en Riga. En el siglo XVII una alegre y emprendedora asociación de comerciantes extranjeros, principalmente alemanes, famosos por su soltería, se radican en Riga y serían conocidos como la Hermandad de los Cabezas Negras, que posteriormente se convirtió en la principal ocupante del edificio. El patrón de la asociación, un comandante de la legión romana, fue martirizado y posteriormente canonizado, San Mauricio. Su imagen se ve en el escudo de armas de la asociación y se ha convertido en su característica más reconocible.
En los años 1580 y 1886 se realizaron importantes trabajos de renovación, añadiéndose la mayoría de las ornamentaciones. La estructura fue destrozada por un bombardeo alemán el 28 de junio de 1941, y los restos fueron demolidos por los soviéticos en 1948.
Después de la guerra el interés por la casa de los Cabezas Negras nunca cesó, se desarrollaron diferentes proyectos de reconstrucción. En 1991 en la iglesia de San Pedro, se organizó una exposición en honor a la organización de los Cabezas Negras y su edificio. En 1992, las excavaciones arqueológicas comenzaron en la localización del edificio original y en 1995 una edición grande fue publicada sobre la casa de los Cabezas Negras y la hermandad. Este fue el año en que se inició la reconstrucción. Desde 1999, Riga vuelve a sentirse orgullosa de su edificio re-erigido. Y el deseo una vez escrito en la puerta de la casa de los Cabezas Negras se cumple: "¿Debería alguna vez desmenuzarme en polvo? No, debes reconstruir mis paredes".

## Galería de imágenes

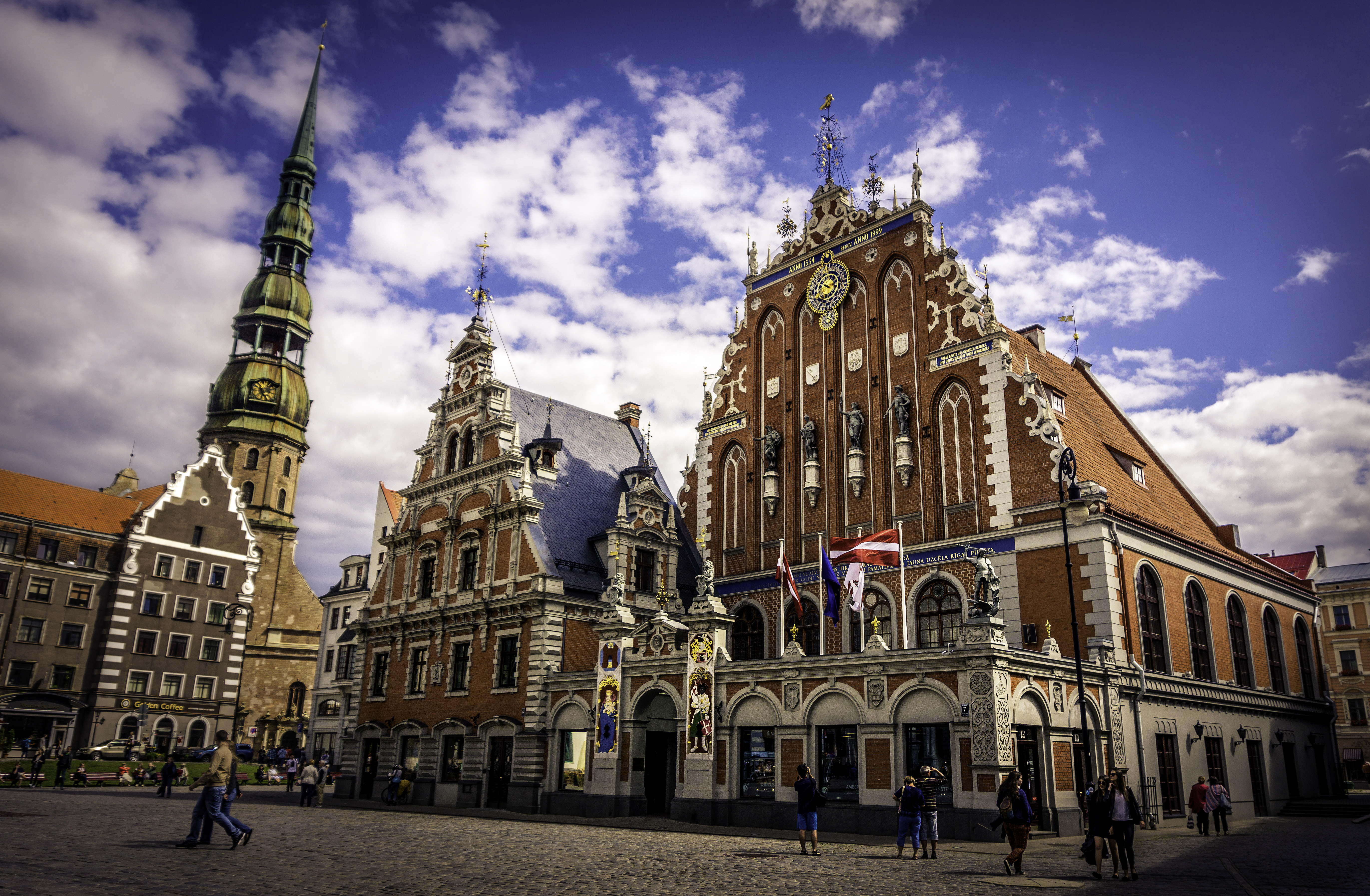
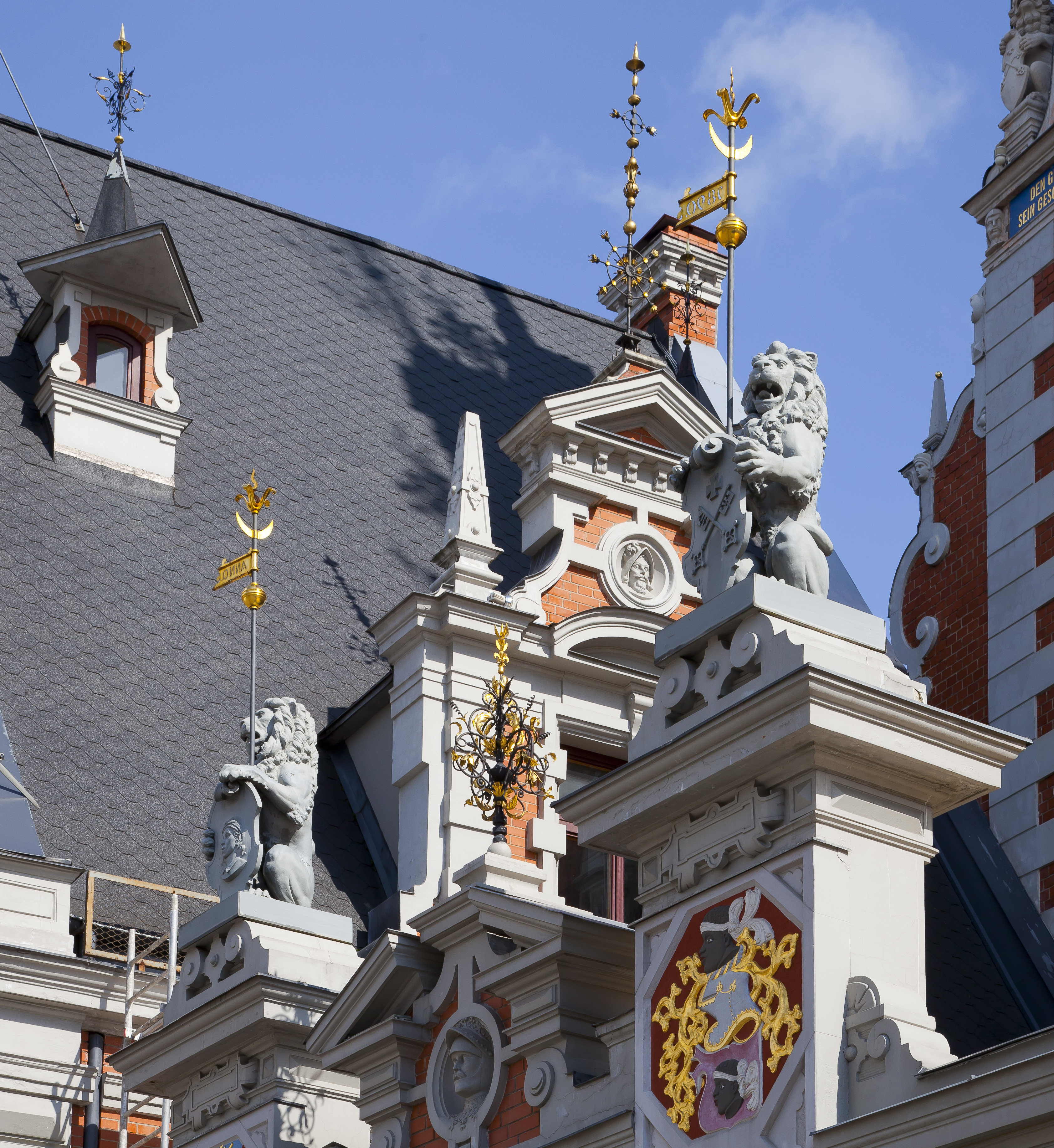
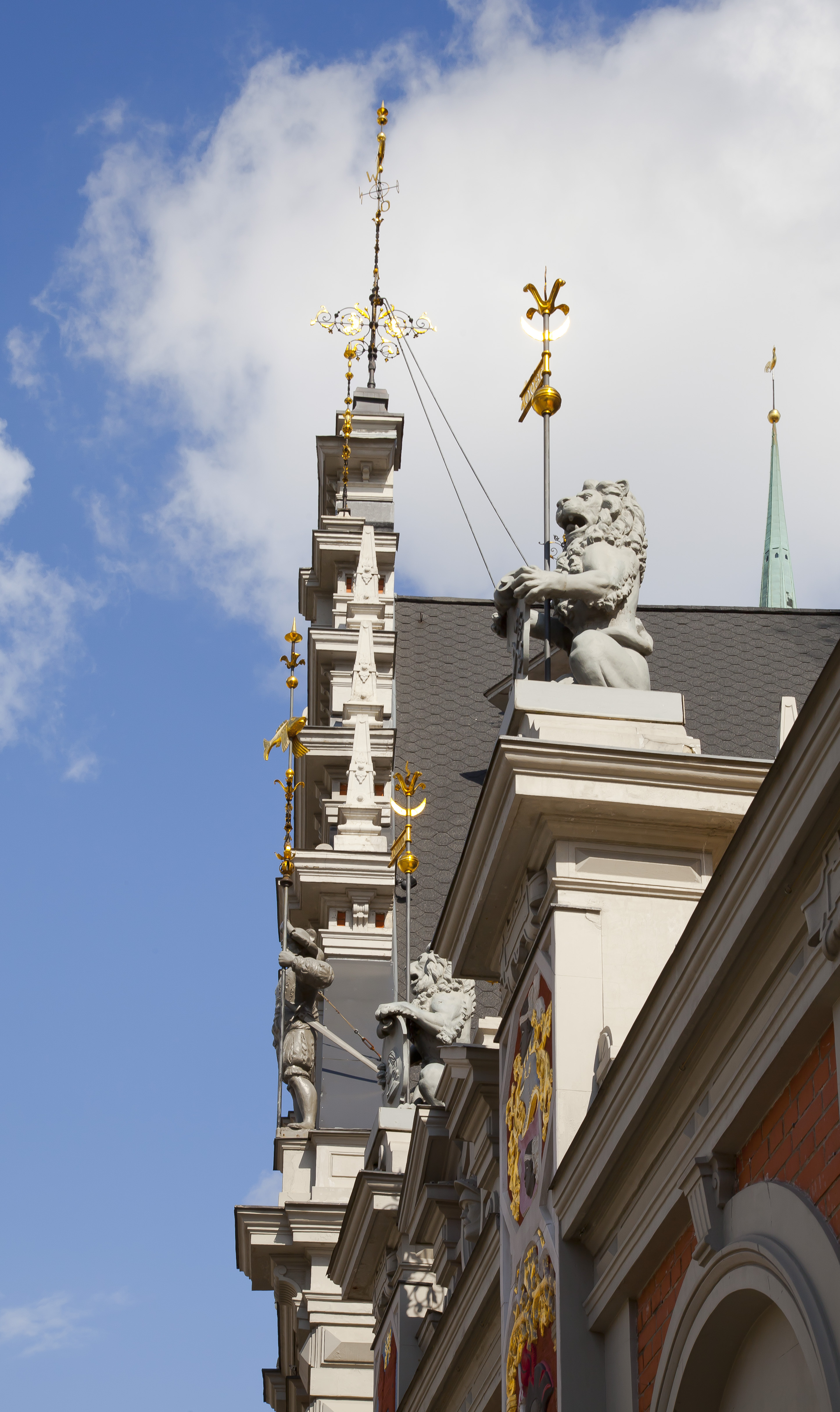
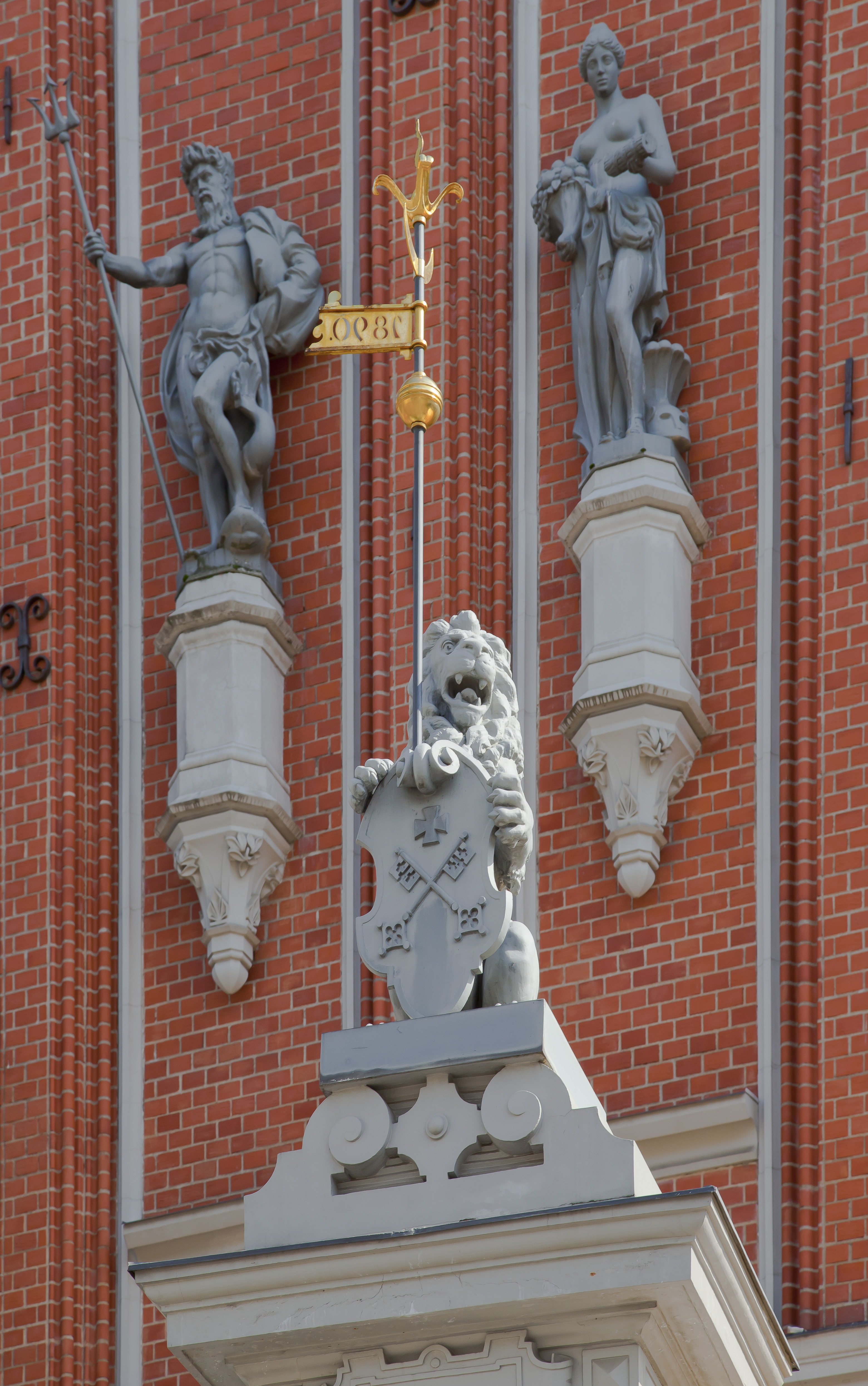
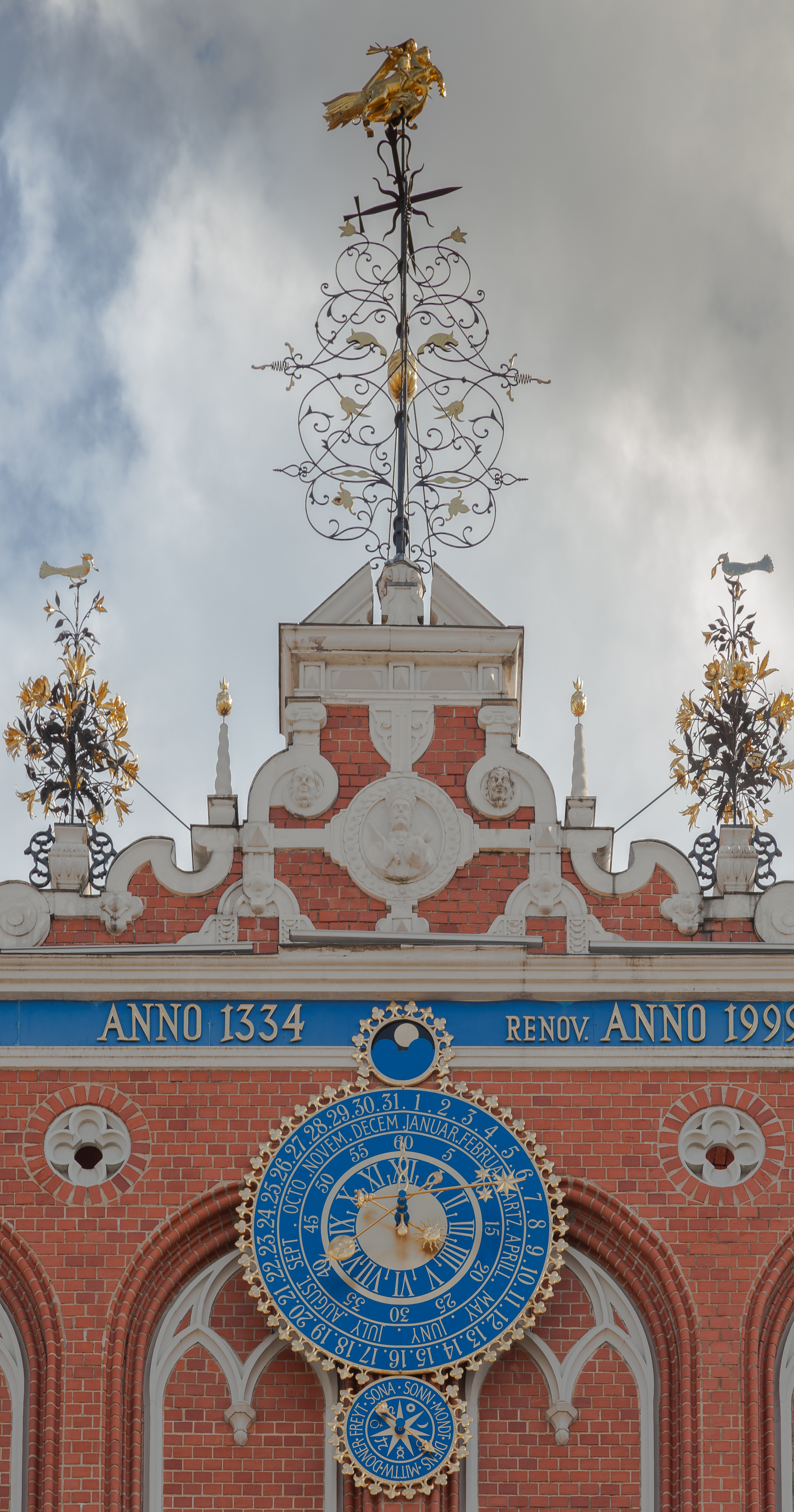
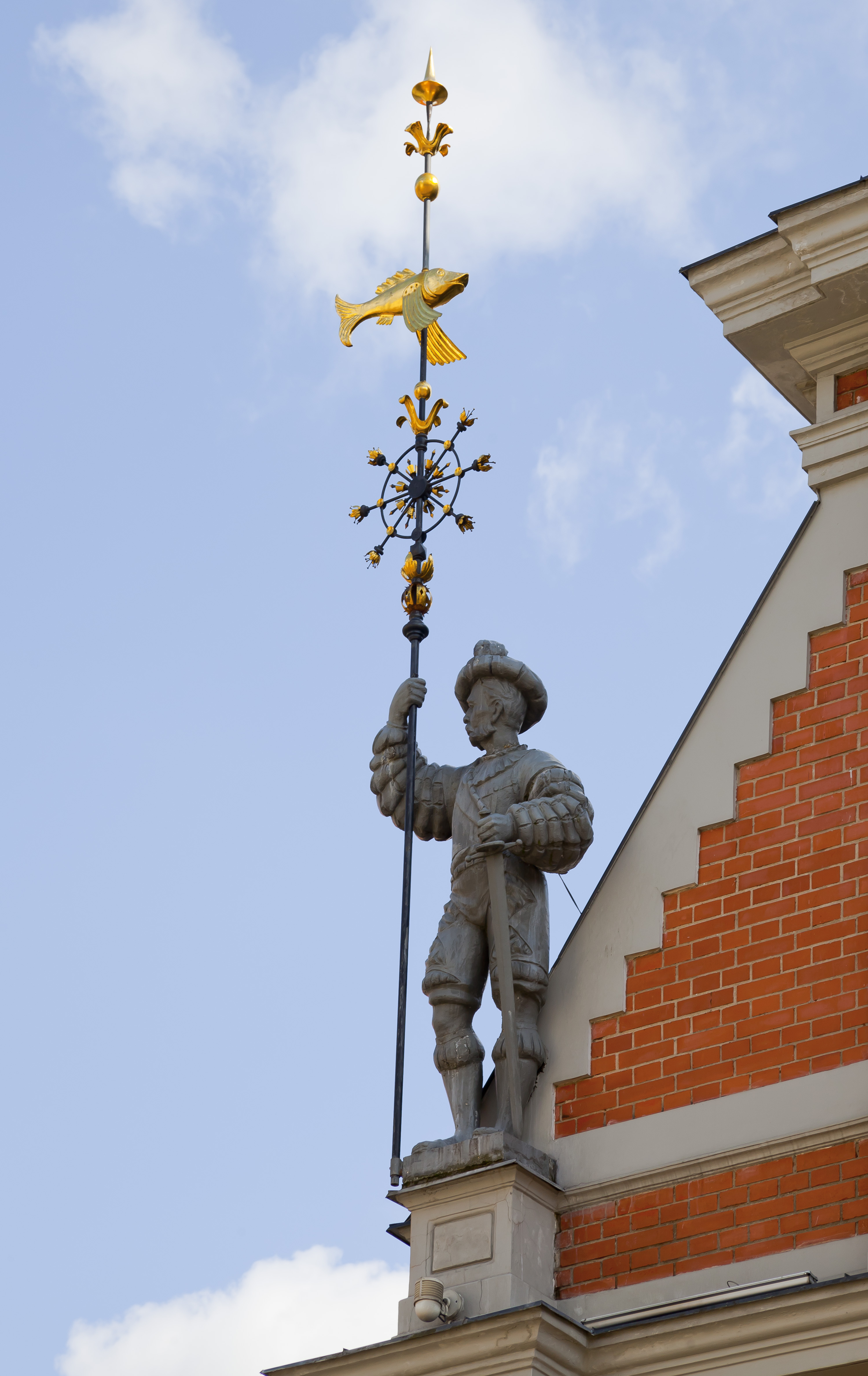